# Code of conduct
Code of Conduct er nogle retningslinjer i en virksomhed, for ansvarlighed og god praksis for medarbejdere og organisation, samt hvilke krav man stiller til sine leverandører vedrørende sociale, etiske og miljømæssige forhold.
| filosofi | Spire Denne filosofiartikel er en spire som bør udbygges. Du er velkommen til at hjælpe Wikipedia ved at udvide den. |

| Erhverv og erhvervsliv | Spire Denne artikel om erhverv, erhvervsliv og arbejdsmarked er en spire som bør udbygges. Du er velkommen til at hjælpe Wikipedia ved at udvide den. |